# Wei Yanan
Wei Yanan (Chinees: 魏亞楠 / 魏亚楠, Wèi Yànán) (6 december 1981) is een Chinese langeafstandsloopster, die gespecialiseerd is in de marathon.

## Loopbaan
Op achttienjarige leeftijd won Wei Yanan in 2000 de marathon van Peking. Een jaar later werd ze tweede in dezelfde wedstrijd. In 2002 won ze de marathon van Seoel en de marathon van Peking. Van 8 november 2002 tot en met 7 november 2004 werd ze geschorst wegens het gebruik van doping.
Vrijwel direct na haar terugkeer in 2004 won Wei de marathon van Dalian in 2:29.04 en de marathon van Shanghai in 2:30.37. In het jaar erop werd ze tweede in de marathon van Seoel.

## Persoonlijke records
Baan
| Onderdeel | Prestatie | Datum            | Plaats |
| --------- | --------- | ---------------- | ------ |
| 5000 m    | 15.15,75  | 23 november 2001 | Kanton |
| 10.000 m  | 31.54,86  | 19 november 2001 | Kanton |

Weg
| Onderdeel      | Prestatie | Datum         | Plaats |
| -------------- | --------- | ------------- | ------ |
| 20 km          | 1:07.34   | 13 maart 2005 | Seoel  |
| halve marathon | 1:11.07   | 20 april 2008 | Peking |
| 25 km          | 1:24.45   | 13 maart 2005 | Seoel  |
| 30 km          | 1:42.04   | 13 maart 2005 | Seoel  |
| marathon       | 2:23.12   | 18 maart 2007 | Seoel  |

Indoor
| Onderdeel | Prestatie | Datum            | Plaats |
| --------- | --------- | ---------------- | ------ |
| 3000 m    | 9.08,55   | 22 februari 2000 | Peking |

## Palmares

### 5000 m
- 2001: 7e Chinese kamp. - 16.11,32
- 2001: 14e Chinese kamp. - 16.43,01
- 2001: 5e Chinese Spelen in Guangzhou - 15.15,75

### 10.000 m
- 2001: 8e Chinese kamp. in Chengdu - 34.52,69
- 2001: 4e Chinese Spelen - 31.54,86
- 2007: 4e CISM Wereld Militaire Spelen in Hyderabad - 32.39,38

### 10 km
- 1999:  Peking - 31.49

### halve marathon
- 2000:  halve marathon van Sendai - 1:12.04
- 2000:  halve marathon van Seoel - 1:12.37
- 2001:  halve marathon van Osaka - 1:13.53
- 2002: 29e WK - 1:12.23
- 2012:  halve marathon van Helong - 1:14.50

### marathon
- 2000: 4e marathon van Jinan - 2:37.10
- 2000:  marathon van Peking - 2:26.34
- 2001: 8e marathon van Boston - 2:29.52
- 2001:  marathon van Peking - 2:24.02
- 2002:  marathon van Seoel - 2:25.06
- 2002: DQ marathon van Peking - 2:20.22[1]
- 2004:  marathon van Dalian - 2:29.04
- 2004:  marathon van Shanghai - 2:30.37
- 2004: 5e marathon van Singapore - 2:45.23
- 2005:  marathon van Seoel - 2:25.55
- 2005: 11e marathon van Peking - 2:34.32
- 2006: 6e marathon van Xiamen - 2:31.43
- 2007:  marathon van Seoel - 2:23.12
- 2007: 37e WK - 2:45.50
- 2008:  marathon van Xiamen - 2:25.10
- 2008:  marathon van Carpi - 2:33.29
- 2008:  marathon van Shanghai - 2:26.49
- 2009: 8e marathon van Xiamen - 2:40.35
- 2009:  marathon van Seoel - 2:29.00
- 2009: 9e marathon van Peking - 2:36.40
- 2009:  marathon van Shanghai - 2:27.49
- 2010: 8e marathon van Daegu - 2:35.46
- 2010: 7e marathon van Dalian - 2:38.16
- 2010: 6e marathon van Taiyuan - 2:46.41
- 2010: 4e marathon van Peking - 2:30.46
- 2011:  marathon van Seoel - 2:27.13
- 2011:  marathon van Rio de Janeiro - 2:36.19
- 2011: 8e marathon van Peking - 2:35.03
- 2012: 5e marathon van Dalian - 2:37.45
- 2013: 53e marathon van Yingkou - 3:03.10

### veldlopen
- 2006: 8e Chinese kamp. in Qingzhen - 28.30